# El Valle de Altomira
El Valle de Altomira (Altomira-Tal) ist eine spanische Gemeinde (municipio) in der Provinz Cuenca, in der Autonomen Gemeinschaft Kastilien-La Mancha. Sie besteht aus den Ortschaften Garcinarro, Jabalera und Mazarulleque und hat 205 Einwohner (Stand: 2024).

## Geschichte
Die Gemeinde wurde 1970 durch den freiwilligen Zusammenschluss der Gemeinden Garcinarro, Jabalera und Mazarulleque mit dem Namen „Puebla de Don Francisco“ in Erinnerung an Francisco Ruiz-Jarabo, Justizminister während der Franco-Diktatur und gebürtiger Garcinarro, gegründet.
Am 27. April 2010 änderte sie ihren Namen in „El Valle de Altomira“.